# УМГТ-1
УМГТ-1 — советская универсальная малогабаритная электрическая самонаводящаяся торпеда калибра 400-мм для поражения надводных кораблей и подводных лодок. Входит в состав противолодочных ракетно-торпедных комплексов «Раструб-Б», «Водопад», «Ветер» и др. Может применяться с самолётов противолодочной авиации.

## История проектирования
Торпеда УМГТ-1 создавалась в НПО «Уран» под руководством главного  конструктора В. Левина, а активно-пассивная акустическая система самонаведения — под руководством  конструктора Ю. Иванова. Водомётный движитель для торпеды разрабатывался в ЦНИИ имени академика А. Н. Крылова, под руководством  конструктора С. Куликова. Испытания были проведены на подводных лодках пр.690.

## Конструкция
Торпеда УМГТ-1 имела сигарообразную форму разделённую на 7 основных отсеков:
1. Головной отсек;
2. Отсек блока управления;
3. Боевое зарядное отделение;
4. Аккумуляторное отделение;
5. Отсек электродвигателя;
6. Отсек рулевого привода;
7. Движитель.

В головном отсеке устанавливалась активно-пассивная  акустическая система самонаведения  торпеды.
В отсек блока управления входили приборы управления системы самонаведения, собранные в электронный блок.
В боевом зарядном отделении находились неконтактный взрыватель,  запальные приспособления и  взрывчатое вещество.
В аккумуляторном отделении помещались одноразовые серебряно-магниевые батареи.
В отсеке электродвигателя монтировалась электросиловая установка.
В отсеке рулевого привода имелись механизмы, управляющие движением торпеды по курсу и глубине.
Движителем торпеды служил слабонагруженный водомётный комплекс СВК, который состоял из высокооборотного рабочего колеса, осевого насоса, сужающейся накладки и аппаратуры спрямления.

## Принцип работы
После выстрела  торпеды из  торпедного аппарата в направлении цели и начала движения, происходила активация батареи с помощью морской воды. Это обеспечивалось для взрывобезопасности на подводной лодке, так как готовый электролит в батарее с течением времени приводил к процессу окисления с выделением взрывоопасных газов. После запуска электродвигателя постоянного тока торпеда развивала скорость в 41 узел и продолжала движение к цели в поисковом режиме с левой циркуляцией. При выходе торпеды в зону действия  аппаратуры самонаведения, её активно-пассивная гидроакустическая система производила захват и сопровождение цели, обеспечивая выход торпеды в зону действия неконтактного взрывателя, который замыкал цепь запала и подрывал заряд боеголовки. Если по какой-либо причине торпеда не поражала цель, её система самонаведения осуществляла повторный поиск до полного израсходования электропитания.